# エア (武満徹)
『エア』（Air）は、武満徹の遺作となったフルート独奏曲。1995年に作曲された。タイトルは「空気」と「歌」の掛詞となっている。

## 作曲の経緯
武満の友人であったフルート奏者オーレル・ニコレの70歳記念コンサートのために作曲され、ニコレに献呈された。初演は1996年1月28日、バーゼルにて、植村泰一による。
初演から約1か月後の2月20日に武満が死去し、2月29日に行われた告別式における小泉浩の演奏が日本初演となった。

## 楽曲構成

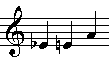

演奏時間は約5～6分ほどである。演奏にはB足部管が必要であり、通常のフルートの最低音C4よりも半音低いB3が要求される。全曲は武満が『遠い呼び声の彼方へ!』以来愛用したSEA（海）から音名を取った3音の動機「Es（=S） - E - A」に拠っている。『径（みち） - ヴィトルト・ルトスワフスキの追憶に、トランペット・ソロのための』などは同じモチーフを多用して作曲されたソロ曲でも調性からの乖離が強いが、この『エア』ではイ長調を強く感じさせ、同じく調性感覚の強いアルト・フルートとギター（姉妹曲ではハープあるいはハープと弦楽合奏）のための『海へ』を思い起こさせる。また『海へ』をはじめとする晩年の武満のフルート曲と同様、同音程のビスビリャンド・トリルによる音色変化の装飾が多く用いられるのも大きな特徴である。